# خردکن تیغه‌دار

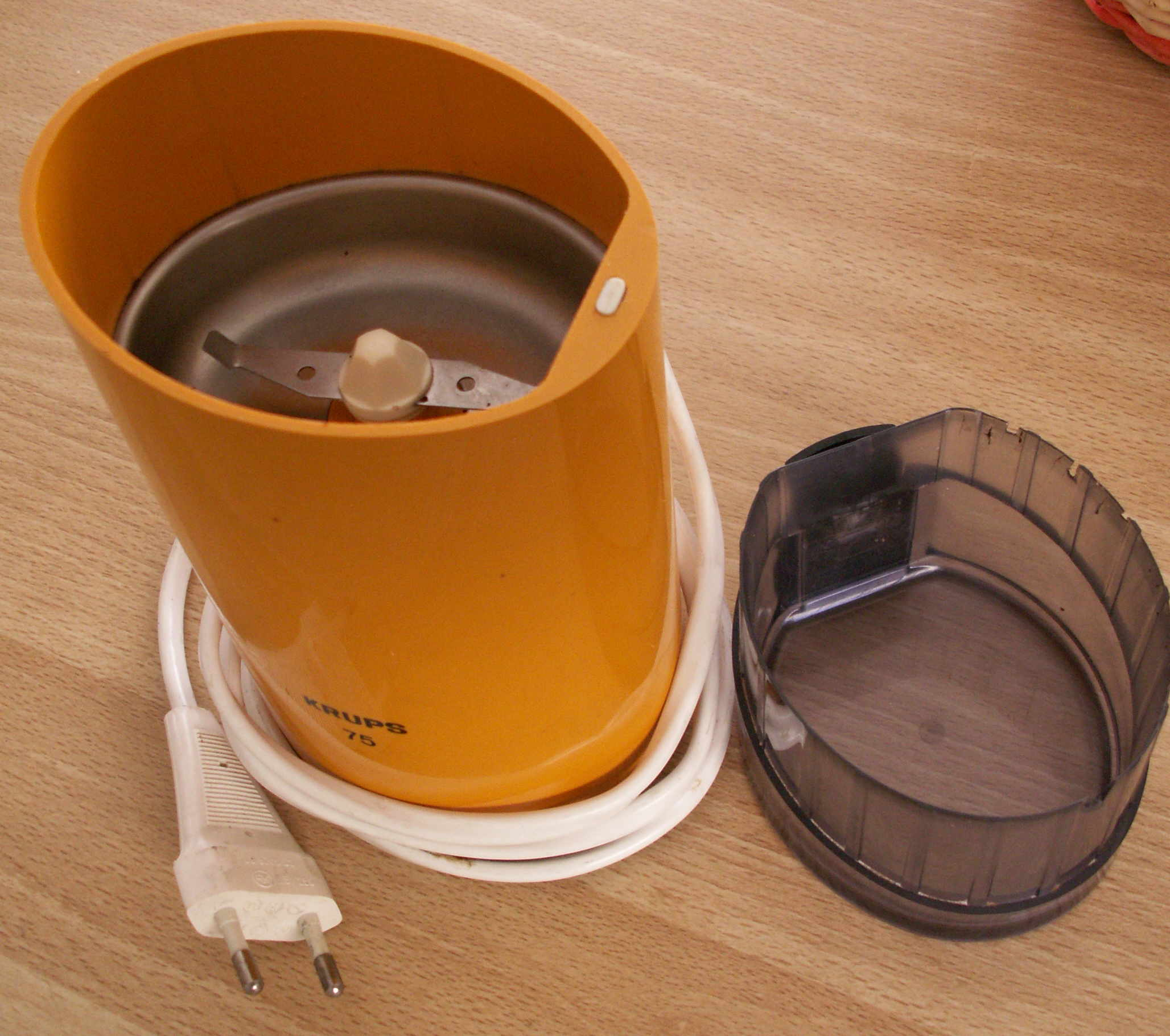
خردکن تیغه‌دار که برای آسیاب دانه‌های قهوه و نظایر آن استفاده می‌شود.

خردکن تیغه‌دار (انگلیسی: Blade grinder) یکی از ابزارهای آماده‌سازی غذا است که برای خرد کردن و آسیاب کردن غذا مورد استفاده قرار می‌گیرد. این دستگاه دارای یک تیغه چرخان است و با چرخش خود در یک محفظه غذا را خرد می‌کند.